# Elaheh Mohammadi
Elaheh Mohammadi (em persa: الهه محمدی) é uma jornalista iraniana que escreve sobre questões sociais e femininas para o jornal diário Ham-Mihan. Ela também trabalhou com meios de comunicação controlados pelo estado, como Shahrvand, Khabar Online e Etemad Online nos últimos anos. 
Mohammadi foi presa pelas forças de segurança iranianas, em setembro de 2022, por relatar o funeral de Mahsa Amini.

## Relatório sobre o funeral de Mahsa Amini
Mohammadi viajou para Saqqez, pelo jornal Ham-Mihan do Irã, para cobrir o funeral de Mahsa Amini que passou três dias em coma após prisão pela notória polícia moral de Teerã. Mahsa Amini, de 22 anos, morreu em 16 de setembro em decorrência dessa violência. Mohammadi havia relatado sobre o ataque policial no funeral. 
Mohammadi foi convocada pelas autoridades judiciais. Em 29 de setembro de 2022, enquanto se dirigia ao gabinete do Ministério da Inteligência para o interrogatório, ela foi detida pelas forças de segurança. A notícia da prisão foi dada por Mohammad Ali Kamfiroozi, advogado de Mohammadi, que deu a notícia em sua página nas redes sociais.   